# Robert Chartoff
Pour les articles homonymes, voir Chartoff.
Robert Chartoff est un producteur américain né le 26 août 1933 à New York et mort le 10 juin 2015  en Californie. 
Il est connu pour avoir produit la série des Rocky avec Irwin Winkler, mais aussi On achève bien les chevaux, Raging Bull, ou L'Étoffe des héros.

## Biographie
Robert Chartoff est mort le 10 juin 2015 en Californie d'un cancer du pancréas. Le film Creed : L'Héritage de Rocky Balboa, auquel il a participé, lui est dédié.

## Filmographie
- 1967 : Le Point de non-retour (Point Blank)
- 1968 : Le crime, c'est notre business (The Split)
- 1969 : On achève bien les chevaux (They Shoot Horses, Don't They?)
- 1970 : Leo the Last
- 1970 : Des fraises et du sang (The Strawberry Statement)
- 1971 : Believe in Me
- 1971 : The Gang That Couldn't Shoot Straight
- 1972 : Les flics ne dorment pas la nuit (The New Centurions)
- 1972 : Thumb Tripping
- 1972 : Le Flingueur (The Mechanic)
- 1972 : Up the Sandbox
- 1974 : Les Casseurs de gang (Busting)
- 1974 : Les 'S' Pions (S*P*Y*S)
- 1974 : Le Flambeur (The Gambler)
- 1975 : Peeper
- 1975 : L'Évadé (Breakout)
- 1976 : Rocky
- 1976 : Nickelodeon
- 1977 : New York, New York
- 1977 : Valentino
- 1978 : Le Souffle de la tempête (Comes a Horseman)
- 1978 : Uncle Joe Shannon de Joseph C. Hanwright
- 1979 : Rocky 2 : La Revanche (Rocky II)
- 1980 : Raging Bull
- 1981 : Sanglantes confessions (True Confessions)
- 1982 : Rocky 3 : L'Œil du tigre (Rocky III)
- 1983 : L'Étoffe des héros (The Right Stuff)
- 1985 : Beer
- 1985 : Rocky 4 (Rocky IV)
- 1990 : Rocky 5 (Rocky V)
- 1992 : Franc-parler (Straight Talk)
- 2004 : In My Country (Country of My Skull)
- 2006 : Rocky Balboa
- 2013 : Ender's Game de Gavin Hood
- 2015 : Creed : L'Héritage de Rocky Balboa (Creed) de Ryan Coogler
- 2016 : Le Flingueur 2 (Mechanic: Resurrection) de Dennis Gansel

## Récompenses
- Oscar du meilleur film pour Rocky en 1977